# Vihreäsaari
Vihreäsaari (z fiń. zielona wyspa) – wyspa na Zatoce Botnickiej i dzielnica fińskiego miasta Oulu. Zamieszkana na stałe przez 0 osób, ponieważ w większości zajmują ją tereny Portu w Oulu.
Przystań Vihreäsaari została wybudowana w 1963 roku. Składa się na nią przede wszystkim terminal paliwowy, ale posiada również terminal towarowy. Statki obsługiwane w Vihreäsaari mogą mieć zanurzenie do 10 m.
W 1971 roku wybudowano bocznicę kolejową ze stacji Oulu Toppila do terminala. Fiński narodowy przewoźnik kolejowy VR wykorzystywał ją, by zaopatrywać się w potrzebne dla spalinowych lokomotyw paliwo. W związku z elektryfikacją i spadające zapotrzebowanie, w 2001 roku dwa z czterech zbiorników paliwowych, wykorzystywanych przez VR, zostały zamknięte. W 2007 przewoźnik podjął decyzję o zaprzestaniu korzystania z bocznicy.
Na wyspie znajdują się również dwie elektrownie wiatrowe:
- Vihreäsaari 1 – wybudowana w 2001 roku, składająca się z jednej turbiny o średnicy 60 m i mocy 1000 kW[4]
- Vihreäsaari 2 – wybudowana w 2004 roku, składająca się z jednej turbiny o średnicy 90 m i mocy 3000 kW[5]

Na północ od Vihreäsaari znajduje się wyspa Hietasaari, oddzielona wąskim kanałem Johteensalmi.